# Russell Bluff
Das Russell Bluff ist ein unvereistes Felsenkliff in der antarktischen Ross Dependency. Es ragt an der Ostseite der Mündung des Errant-Gletschers in den Nimrod-Gletscher auf.
Der United States Geological Survey kartierte das Kliff anhand eigener Tellurometervermessungen und Luftaufnahmen der United States Navy aus den Jahren von 1960 bis 1962. Das Advisory Committee on Antarctic Names benannte es 1966 nach John Russell, der für das United States Antarctic Research Program im Jahr 1959 auf der McMurdo-Station tätig war.